# Slaaghwijk
Slaaghwijk is een woonbuurt in de Nederlandse stad Leiden, die deel uitmaakt van de wijk Merenwijk.